# 민지혁
민지혁(본명: 김대훈, 1977년 2월 4일 ~ )은 대한민국의 모델이자 배우이다.

## 출연작

### 영화
- 2004년 《태극기 휘날리며》 - BAR사수 역
- 2008년 《쌍화점》 - 건룡위 역
- 2009년 《비상》 - 호스트 역(영호패)
- 2009년 《전우치》 - 전우치10인 역
- 2013년 《런닝맨》 - 국정원 요원 역
- 2013년 《화려한 외출》 - 준호 역
- 2013년 《친구 2》 - 꺽다리 역
- 2016년 《판도라》 - 경호실장 역

### 드라마
- 2003년 드라마 별을쏘다
- 2014년 드라마 구암허준
- 2014년 드라마 닥터 이방인
- 2014년 드라마 신의퀴즈4-에피소드9
- 2015년 드라마 28개의 달

### 예능
- 출발 드림팀 시즌2

## 학력
- 호서대학교 생명과학 학사
- 광남고등학교